# 东极岛 (电影)
《东极岛》是一部2025年中国剧情片，由管虎、费振翔执导，朱一龙、吴磊、倪妮领衔主演。该片故事取材自第二次世界大戰的一段真实的历史。1942年10月，日本軍侵占中國舟山时期，满载数千名英國戰俘的里斯本丸在浙江省舟山群岛海域被击沉，舟山群岛的东极岛中国渔民冒死营救战俘的人道援助故事。该片于2025年8月8日在中国大陆上映。

## 演员列表
- 朱一龙 饰 阿赑
- 吴磊 饰 阿荡
- 倪妮 饰 阿花
- 杨皓宇 饰 李元兴
- 陈明昊 饰 陈先生
- 倪大红 饰 吴老大
- 李九霄 饰 千金
- 王奕权 饰 阿魁
- 李卓钊 饰万两

## 制作
- 主创团队自2019年开始筹备，历时六年[4]。从2023年就开始筹备在无锡的拍摄置景，剧组1：1复刻了巨型战俘船，使用濒临失传的非遗技艺造出24艘80多年前的渔船[5][6]。
- 2024年6月24日，该片官宣开机。2025年1月6日，该片历时六个月、200天拍摄，官宣杀青[7]。电影拍摄地主要为浙江省舟山市东极镇庙子湖岛和青浜岛[8]，以及江苏扬州影视基地[9]和江苏无锡国家数字电影产业园[5]。
- 该片以IMAX特制拍摄，以IMAX 1.9:1特殊画幅呈现[10]。

## 宣传和发行

### 映前影展宣传
- 2024年6月17日，导演管虎、总制片人梁静亮相上海国际电影节“华语巨制巡礼”，分享了影片的筹备情况[8]。
- 2025年4月19日，剧组出席第十五届北京国际电影节开幕式及创作论坛[11]。
- 2025年5月14日，电影亮相第78届戛纳电影节电影市场，并放映17分钟先导宣传片[9]。
- 2025年6月，电影定档8月8日，主创出席了第27届上海国际电影节红毯及“2025华语巨制巡礼”[10]。
- 2025年7月3日，导演管虎在2025上合组织国家电影节上做影片推介，并呼吁大家铭记历史、呼唤和平[6]。

### 院线上映
| 上映日期      | 国家或地区 |
| ------------- | ---------- |
| 2025年8月8日  | 中国大陆   |
| 2025年8月14日 | 澳大利亚   |
| 2025年8月14日 | 新西兰     |
| 2025年8月22日 | 北美       |
| 2025年8月22日 | 英国       |

## 奖项和提名
| 日期          | 影展             | 奖项             | 入围者 | 结果 |
| ------------- | ---------------- | ---------------- | ------ | ---- |
| 2025年6月13日 | 2025微博电影之夜 | 年度特别推荐影片 | 东极岛 | 獲獎 |

## 外部連結
- 豆瓣电影上《东极岛》的資料 （简体中文）
- 互联网电影数据库（IMDb）上《东极岛》的资料（英文）
- 猫眼电影上《东极岛》的资料